# Dudley Richards
Dudley Shaw “Dud” Richards (* 4. Februar 1932 in Providence, Rhode Island; † 15. Februar 1961 in Berg-Kampenhout, Belgien) war ein US-amerikanischer Eiskunstläufer, der im Einzellauf und im Paarlauf startete.

## Leben
Dudley Richards war das zweite Kind von Byron und Ruth Richards. Er wuchs in Pawtucket, Rhode Island, mit seinem Bruder Ross und seiner Schwester Susan auf. Mit neun Jahren begann er mit dem Eiskunstlaufen beim Providence Figure Skating Club. Später wechselte er zum Skating Club of Boston und damit zum berühmten Montgomery Wilson. 1946, nachdem er gerade US-Meister bei den Novizen geworden war, brach er sich beim Tauchen das Genick. Er überlebte und konnte nach einer eineinhalbjährigen Pause wieder eislaufen. 1951 wurde er US-Meister bei den Junioren.
Richards graduierte 1954 an der Harvard-Universität und war dort Zimmerkollege seines Kindheitfreundes, des späteren langjährigen Senators Ted Kennedy. Anschließend leistete er seinen Militärdienst, während dessen er u. a. in der Casa Carioca Eisschau in Garmisch-Partenkirchen mitwirkte. Richards war auch ein guter Segler und Tennisspieler.
Im Einzellauf nahm Richards an drei Weltmeisterschaften teil. 1951 und 1952 wurde er Fünfter und 1953 Sechster, dabei war er allerdings stets nur viertbester US-Amerikaner, denn in der Zeit nach dem Zweiten Weltkrieg bis 1960 dominierten die US-Amerikaner die Eiskunstlauf-Herrenkonkurrenz. Nach dem Rücktritt von Richard Button und James Grogan schaffte er es bei den US-Meisterschaften 1953 zum einzigen Mal auf das Podium. Er gewann Bronze hinter Hayes Alan Jenkins und Ronald Robertson.
Im Paarlauf versuchte er es zuerst mit der späteren Olympiasiegerin und Weltmeisterin Tenley Albright, dann mit Anita Andres und schließlich mit Maribel Owen, der Tochter von Maribel Vinson, welche die beiden trainierte. Mit Owen stand er von 1958 bis 1961 auf dem nationalen Podium. 1960 belegten sie bei der Weltmeisterschaft und bei den Olympischen Spielen in Squaw Valley jeweils den zehnten Platz. 1961 wurden sie US-Meister und weckten große Erwartungen für die Zukunft.
Als amtierende US-Meister waren sie an Bord des Sabena-Flugs 548, der sie zur Weltmeisterschaft nach Prag bringen sollte. Richards war als ältester Teilnehmer zum ersten offiziellen Teamkapitän ernannt worden. Beim Anflug zu einer Zwischenlandung in Brüssel stürzte das Flugzeug ab. Alle Insassen kamen ums Leben, darunter die gesamte 18-köpfige US-Mannschaft und ihre 16 Angehörigen. Die Weltmeisterschaft in Prag wurde abgesagt.
Richards und Owen wollten nach der Weltmeisterschaft ihre Verlobung bekanntgeben.
2011 wurde Richards, wie auch die gesamte damals verunglückte US-Mannschaft, in die nationale Hall of Fame aufgenommen.

## Ergebnisse

### Einzellauf
| Wettbewerb / Jahr                | 1951 | 1952 | 1953 |
| -------------------------------- | ---- | ---- | ---- |
| Weltmeisterschaften              | 5.   | 5.   | 6.   |
| US-amerikanische Meisterschaften |      |      | 3.   |

### Paarlauf
(mit Maribel Owen)
| Wettbewerb / Jahr                | 1958 | 1959 | 1960 | 1961 |
| -------------------------------- | ---- | ---- | ---- | ---- |
| Olympische Spiele                |      |      | 10.  |      |
| Weltmeisterschaften              |      |      | 10.  |      |
| US-amerikanische Meisterschaften | 3.   | 3.   | 2.   | 1.   |